# Wang Yu (peintre)
Pour les articles homonymes, voir Wang Yu.
Wang Yu, surnom: Richu, nom de pinceau : Dongzhuang est un peintre chinois des XVIIe et XVIIIe siècles, originaire de Taicang (ville de la province du Jiangsu en Chine). Ses dates de naissance et de décès ne sont pas connues, mais sa période d'activité se situe vers 1680-1729.

## Biographie
Peintre de paysages, Wang YU est l'élève de son oncle Wang Yuanqi. Il est aussi l'auteur d'un court ouvrage, le Dongzhuang Lun Hua (vers 1730) in Meishu, vol. 2, pp. 57-64, et in Congkan, pp. 258-261), qui, à la manière habituelle, se contente de rassembler sans aucun ordre une série d'une trentaine de notations discontinues (propos). Bien qu'en principe il se veuille le scrupuleux disciple de Wang Yuanqi, comme auteur il fait montre d'une pensée originale, nettement supérieure à celle de son maître: tandis que celui-ci prône avant tout l'imitation des Anciens, Wang Yu, au contraire, insiste sur la création individuelle; son traité s'attache aux problèmes théoriques plus qu'à ceux de technique; on y trouve des notations d'ordre critique et esthétique extrêmement pénétrantes, ainsi qu'une réflexion sur les conditions spirituelles de la création artistique. C'est un ouvrage important. Biographie: vol. 8 (in Congkan, p. 12). Analyse: Jieti (in Congkan, p. 262); Huashi, vol. II, pp. 271-272; Siren (avec traduction), pp. 208-211.

## Peintre de paysages
L'époque Qing est en peinture une époque académique et dogmatique, ce qui produit par réaction la manifestation continuelle de personnalités individualistes, qui s'interrogent constamment sur la nature des règles et tâchent d'en retrouver l'esprit, pour mieux remettre en question l'appareillage formel de la lettre. Ainsi, Wang Yu, auteur légèrement postérieur à Shitao parle de « la règle sans règles » dont les achèvements picturaux déconcertants et incompréhensibles pour le vulgaire vont bien au-delà de tout ce que peut atteindre la pondération académique: « il y a une sorte de peinture qui, à première vue, semble n'offrir qu'un chaos brutal et incohérent.; mais à y regarder de plus près, on s'aperçoit qu'elle est tout emplie du “rythme spirituel" et du “mouvement de la vie", et l'on y retrouve une saveur inépuisable: telle est l'œuvre de la règle-sans-règles ». Seul l'artiste doué d'un génie naturel de haute envergure et armé d'une culture intellectuelle pénétrante peut métamorphoser la peinture jusqu'à ce point (...) auquel des esprits plus superficiels ne peuvent rêver de parvenir (Wang Yu: in Congkan, p. 260).